# 小行星965
小行星965（965 Angelica）是一颗绕太阳运转的小行星，为主小行星带小行星。该小行星于1921年11月4日发现。
該小行星以發現者約翰內斯·哈特曼的妻子安潔莉卡·哈特曼（Angelica Hartmann）命名。

## 轨道参数
小行星965的轨道半长轴为3.1460730 UA，离心率为0.286。
| 前一小行星： 小行星964 | 小行星列表 | 後一小行星： 小行星966 |